# Ловкий плут (сериал)
«Ловкий Плут» (англ. The Artful Dodger) — австралийский телесериал, созданный компаниями Curio Pictures и Beach Road Pictures компании Sony Pictures Television для потокового сервиса Disney+. Это продолжение романа Чарльза Диккенса «Приключения Оливера Твиста» (1838). В нём участвуют Томас Броди-Сэнгстер в роли одноимённого Искусного Плута, Дэвид Тьюлис в роли Фейгина и Майя Митчелл в роли нового персонажа Леди Белль Фокс. Сериал из восьми частей был создан Джеймсом Макнамарой, Дэвидом Махером и Дэвидом Тейлором. Режиссёром и продюсером является Джеффри Уокер. Также режиссёрами являются Корри Чен и Грейси Отто.

## Краткое содержание
В Австралии 1850-х годов Джек Докинз, бывший хирург Королевского флота, зарекомендовал себя как уважаемый молодой врач. Однако старый знакомый, Фейгин, появляется снова, заставляя Джека, когда-то лондонского карманника, известного как «Ловкий Плут», вернуться к преступной жизни. Джек привязывается к дочери губернатора, которая стремится стать хирургом. Поскольку прошлое Джека пересекается с настоящим, а внешние силы ставят под угрозу его цели, повествование разворачивается, поднимая вопросы о том, сможет ли он действительно изменить свою жизнь в колонии, как он себе представлял.

## В ролях

### Главные роли
- Томас Броди-Сэнгстер в роли Ловкого Плута, Джека Докинза, вызволенного из тюрьмы человеком, который его туда отправил, Докинза направляют в Королевский флот, где его умелые пальцы превращают в хирурга. Награжденный в Крымской войне за свою медицинскую работу, он был рекомендован для службы в колонии.
- Дэвид Тьюлис в роли Норберта Фейгина, бывшего приёмного отца Джека и осуждённого вора. Перевезённый в Порт-Виктори, он находит Докинза и использует их прошлое в своих интересах. Докинз позволяет Фейгину исследовать изнанку общества для своего мошенничества и выгоды.
- Майя Митчелл в роли Леди Белл Фокс, волевой дочери губернатора, которая выступает против социальных норм. Она изучает медицинскую литературу, из которой привносит инновации в местную больницу, и хочет, чтобы Докинз обучил её, чтобы она стала первой женщиной-хирургом. Она также является основным любовным интересом Докинза.

### Роли второго плана
- Дэймон Херриман в роли капитана Люсьена Гейнса, хитрого и ревностного, но часто жестокого командира солдат колонии.
- Люси-Роуз Леонард в роли леди Фанни Фокс, младшей сестры Белль, которая обижается на нее за отказ следовать общественным нормам.
- Дэмиен Гарви в роли губернатора Эдмунда Фокса
- Сьюзи Портер в роли леди Джейн Фокс, проницательной, но сострадательной жены губернатора
- Миранда Тапселл в роли Рэд/Фрэнсис Скраббс
- Бриджит Зенгени в роли Розмари «Ротти» Фолкерк
- Тим Минчин в роли капитана порта Дариуса Крэксворта
- Андреа Деметриадес в роли Марианны Крэксворта
- Джессика Де Гоу в роли Пегги Гейнс
- Николас Бертон в роли доктора Рейнсфорда Снида, коллеги-врача и соперника Джека.
- Вивьен Авосога в роли Хетти Баггетт, старшей медсестры
- Ким Джинджелл в роли профессора Алистера МакГрегора, алкоголика, главного хирурга и начальника Джека в больнице.
- Хью Хиггинсон в роли отца Круикшэнкса
- Джастин Смит в роли Тинклера Данкетта
- Том Бадж в роли достопочтенного Мортимера Смейлса
- Люк Кэрролл в роли Тима Биллиберлиари
- Джуд Хайланд в роли Чарли Солта в роли уличного мальчишки
- Иезекииль Симат в роли Монкса, мелкого преступника и единокровного брата Оливера Твиста, который снова появляется, чтобы мучить Джека.
- Финн Трейси в роли молодого Плута
- Альберт Латайлакепа в роли Апути Савеа, чемпиона по боксу и могильщика
- Алджин Абелла в роли Байани Риверы/Флэшбанга
- Хэл Кампстон в роли Оливера Твиста, бывшего друга Джека, который частично ответственен за его падение, а теперь богатого джентльмена.
- Файсаль Баззи в роли капитана Гримма

## Эпизоды
| № | Название                        | Режиссёр      | Автор сценария                 | Дата премьеры  |
| --- | ------------------------------- | ------------- | ------------------------------ | -------------- |
| 1 | «Янки Додж»                     | Джеффри Уокер | Джеймс Макнамара               | 29 ноября 2023 |
| В 1850-х годах в Австралии Джек Докинз, бывший военно-морской хирург, зарекомендовал себя как уважаемый молодой хирург в колонии. Однако, появляется старый знакомый, Фейгин, заставляя Джека, когда-то лондонского карманника, известного как Ловкий Плут, вернуться к преступной жизни. Имея огромный игровой долг, вызванный проигрышем в карты Дариусу, Плут соглашается на последний улов. Усугубляя его стресс, дочь губернатора, леди Белль Фокс, хочет, чтобы Докинз обучил её, чтобы та стала первой женщиной-хирургом в колонии.                                                    |                                 |               |                                |                |
| 2 | «Благословение Святого Копчика» | Джеффри Уокер | Эндрю Найт                     | 29 ноября 2023 |
| Белль проходит обучение в первый день и решает, что больнице нужно преобразиться. Фейгин пытается сбыть ожерелье, но это слишком сложно, чтобы справиться. Ему приходится проявить креативность. Пытаясь украсть 500 соверенов, Доджер и Фейгин становятся свидетелями того, как Дариус оказывается в компрометирующей ситуации. Пьяный МакГрегор проводит операцию своему другу, в которой Джек и Белль вмешиваются, чтобы взять всё на себя. Джек с помощью Фейгина перехитрил Дариуса, чтобы погасить свой долг.                                                                           |                                 |               |                                |                |
| 3 | «Секреты мертвецов»             | Корри Чен     | Джеймс Макнамара               | 29 ноября 2023 |
| Подозрение в ограблении падает на Доджера и Фейгина, Гейнс замышляет привлечь их к ответственности. Фейгин использует свои инстинкты, чтобы найти пропавшие деньги. Белль использует свои знания, чтобы создать антисептик. Дариус пытается втянуть Джека в боксерский поединок. Белль рада, что Джек просит её помочь в операции на мозге. Шанс на ограбление могилы заканчивается почти катастрофой. |                                 |               |                                |                |
| 4 | «Сшивание»                      | Корри Чен     | Вивьен Уолш                    | 29 ноября 2023 |
| Дариус в порыве ярости режет шею Ротти, что требует срочной операции. Фейгин обращается к Рэду, который украл солдатскую зарплату. Белль приглашает Джека на ужин губернатора, потому что профессор МакГрегор планирует уйти в отставку, а это значит, что его место главного хирурга может быть занято. Ротти нужно еще раз сделать операцию, и Белль инструктирует Джека о процедуре. Фейгин обслуживает жену Гейнса и Дариуса. Снид словесно нападает на Доджера на ужине губернатора. Во время спора с Джеком Белль обнаруживает, что у него проблемы с чтением.                          |                                 |               |                                |                |
| 5 | «Дуэль»                         | Грейси Отто   | Эндрю Найт                     | 29 ноября 2023 |
| Фейгин замышляет подменить ценный ствол подделкой. Почувствовав возможность, Снид делает предложение Белль. Джек раздражает Снида, высказывая другое мнение пациенту. Джек оперирует, а Белль ему помогает. Соперничество Снида и Доджера достигает кульминации в поединке. Белль заставляет губернатора вмешаться, но пули всё равно летят. Снид получает ранение в ногу, профессор Макгрегор планирует ампутировать её, но Белль нейтрализует его. Джек позволяет Белль прооперировать Снида.                                                                                               |                                 |               |                                |                |
| 6 | «Хулиган в переулке»            | Gracie Otto   | Джеймс Макнамара и Вивьен Уолш | 29 ноября 2023 |
| Гейнс планирует избавить колонию от преступности. Он убеждает губернатора запретить продажу спиртного. Рейд красных мундиров приводит к насилию и смертям. Фейгин узнает, куда перевозят спиртное, и разрабатывает план. Ред первым хватается за шанс, но его ловят. Фанни делает попытку заполучить Снида. Гейнс предлагает Ред сделку, но у неё отходят воды, и ей приходится перенести срочную операцию. Ред не разрешает мужчине прикоснуться к ней, поэтому Джек вынужден попросить Белль сделать операцию. Белль делает кесарево сечение, а Плут вдохновляет кого-то на похищение тела. |                                 |               |                                |                |
| 7 | «Мокрый салат»                  | Джеффри Уокер | Эндрю Найт и Дэн Найт          | 29 ноября 2023 |
| Чувствуя, что Фейгин замышляет что-то недоброе, Джек следует за ним на склад, где сталкивается лицом к лицу со своим заклятым врагом, «Монахом». Фейгин раскрывает свой план попытки рискованного ограбления золота. Чтобы добавить Джеку бед, Оливер Твист приплывает в колонию. Мать Белль, жена губернатора, предупреждает Джека держаться подальше от её дочери. Во время губернаторского ужина в честь Оливера банда Фейгина устраивает диверсию, чтобы украсть золото, но их обманывают. Белль раскрывает свой секрет Джеку.                                                            |                                 |               |                                |                |
| 8 | «Неиспользованный потенциал»    | Джеффри Уокер | Джеймс Макнамара               | 29 ноября 2023 |
| Джека застает в комнате Белль её мать. Фейгин выясняет, у кого золото. Белль сама себе ставит диагноз Аневризма аорты, но верит ей только Джек. Гейнс предлагает Фейгину прощение, если он предаст Джека. Фейгин одерживает верх над Оливером Твистом. Джек пытается провести рискованную операцию, чтобы спасти Белль, но Гейнс предает его и арестовывает. |                                 |               |                                |                |

## Производство

### Разработка
Проект был анонсирован в 2022 году. Сериал из восьми частей является совместным производством Curio Pictures и Beach Road Pictures от Sony Pictures Television. Джо Портер представляет Curio Pictures в качестве исполнительного продюсера, а Дэвид Махер и Дэвид Тейлор являются исполнительными продюсерами Beach Road Pictures.
Сериал создан Джеймсом Макнамарой, Дэвидом Махером и Дэвидом Тейлором. Авторами сериала являются Макнамара, Эндрю Найт, Вивьен Уолш и Дэн Найт, а Миранда Тапселл выступает в качестве консультанта по сюжету. Продюсером сериала является Джеффри Уокер, который также выступает в роли режиссёра вместе с Корри Чен и Грейси Отто.

### Кастинг
В ноябре 2022 года был подтвержден состав главных актёров, в который вошли Дэвид Тьюлис, Томас Броди-Сангстер и Майя Митчелл. Броди-Сангстер и Митчелл прочитали реальные исторические дела той эпохи и попросили медицинских экспертов помочь им в работе над ролью.
В актёрский состав также вошли несколько австралийских актёров, включая Дэймона Херримана, Миранду Тапселл, Тима Минчина и Сьюзи Портер.

### Съёмки
Съёмки проходили в Сиднее, Новый Южный Уэльс, они сериала заняли пять месяцев. Производство имело доступ к бывшему психиатрическому больничному участку в Сиднее, сохранившемуся с XIX века, а производство окружало существующие здания из песчаника со стоящими декорациями. Места съёмок также включали Элизабет-Фарм в западном пригороде Сиднея, кладбище Руквуд, парк Каллан и северный мыс залива Ботани, Кейп-Бэнкс.

## Приём
Люк Бакмастер в The Guardian дал сериалу четыре звезды из пяти, охарактеризовав его как «чёрно-комедийный» и похвалил монтаж за то, что он помог сериалу сохранить «дикую энергию». Мэгги Ловитт для Collider описала «звёздный актерский состав, роскошные костюмы, отважную музыку и удивительную историю, сериал, несомненно, является одним из лучших — и самых освежающих — дебютировавших на стриминговом сервисе в этом году». Дэн Эйнав в The Financial Times похвалил актёрскую игру, сказав, что «Тьюлис крадет каждую сцену» и «Броуди-Сангстер хорошо сыграл молодого человека, застрявшего между своим врожденным озорным духом и попытками быть ответственным профессионалом».
На сайте-агрегаторе обзоров Rotten Tomatoes рейтинг одобрения первого сезона составляет 92% на основе отзывов 25 критиков.

## Внешние ссылки
- disneyplus.com/series/the-artful-dodger/OVaLog2e2EIW — официальный сайт Ловкий плут
- «Ловкий плут» (англ.) на сайте Internet Movie Database